# 무서운 영화 3
《무서운 영화 3》(Scary Movie 3)는 2003년 개봉한 미국의 코미디 공포 영화로, 무서운 영화 시리즈의 세 번째 작품이다.

## 출연
- 애나 패리스 - 신디 캠벨
- 사이먼 렉스 - 조지 로건
- 리자이나 홀 - 브렌다 미크스
- 찰리 신 - 톰 로건
- 레슬리 닐슨 - 해리스 대통령
- 퀸 라티파 - 셔니콰 이모 / 오러클
- 앤서니 앤더슨 - 마할리크 파이퍼
- 케빈 하트 - CJ 이즈
- 캠린 맨하임 - 트루퍼 챔플린
- 조지 칼린 - 아키텍트
- 에디 그리핀 - 오피어스
- 패멀라 앤더슨 - 베카 코틀러
- 제니 매카시 - 케이티 엠브리
- 드루 미쿠스카 - 코티 켈러
- 드니즈 리처즈 - 애니 로건
- D. L. 휴글리 - 존 윌슨
- 자 룰 - 톰슨 요원
- 대럴 해먼드 - 멀둔 신부
- 제러미 피븐 - 로스 기긴스
- 사이먼 카월 - 본인
- 마니 엥 - 태비사
- 에드워드 모스 - MJ 외계인
- 아자이 나이두 - 사야만
- 톰 케니 - 외계인
- 지애나 밸러드 - 수 로건

### 래퍼 카메오
마스터 P, RZA, 래퀀, 메소드 맨, 레드맨, 메이시 그레이, 유갓, 팻 조